# Rune Kristiansen
Rune Kristiansen (ur. 30 lipca 1964 w Oslo) – norweski narciarz, specjalista narciarstwa dowolnego. Startował w balecie narciarskim na igrzyskach olimpijskich w Calgary, gdzie był trzeci, oraz na igrzyskach olimpijskich w Albertville, gdzie zajął drugie miejsce. Za te wyniki nie otrzymał medali ponieważ balet narciarski był wtedy tylko dyscypliną pokazową i medali nie przyznawano. Na późniejszych igrzyskach Kristiansen już nie startował.
Jego największym sukcesem jest złoty medal w balecie narciarskim wywalczony podczas mistrzostw świata w La Clusaz. Ponadto zdobył srebrny medal w tej samej konkurencji na mistrzostwach świata w Altenmarkt. Najlepsze wyniki w Pucharze Świata osiągnął w sezonie 1992/1993, kiedy to zajął 2. miejsce w klasyfikacji generalnej, a w klasyfikacji baletu narciarskiego wywalczył małą kryształową kulę. Pierwsze miejsce w klasyfikacji jazdy po muldach zajął także w sezonach 1990/1991, 1991/1992 oraz 1994/1995.
W 1996 r. zakończył karierę.

## Osiągnięcia

### Mistrzostwa świata
| Miejsce | Dzień     | Rok  | Miejscowość | Konkurencja      | Zwycięzca          |
| ------- | --------- | ---- | ----------- | ---------------- | ------------------ |
| 36.     | 6 lutego  | 1986 | Tignes      | Balet narciarski | Richard Schabl     |
| 5.      | 1 marca   | 1989 | Oberjoch    | Balet narciarski | Hermann Reitberger |
| 10.     | 12 lutego | 1991 | Lake Placid | Balet narciarski | Lane Spina         |
| 2.      | 12 marca  | 1993 | Altenmarkt  | Balet narciarski | Fabrice Becker     |
| 1.      | 17 lutego | 1995 | La Clusaz   | Balet narciarski | -                  |

### Puchar Świata

#### Miejsca w klasyfikacji generalnej
- sezon 1984/1985: 77.
- sezon 1985/1986: 55.
- sezon 1986/1987: 25.
- sezon 1987/1988: 11.
- sezon 1988/1989: 12.
- sezon 1989/1990: 9.
- sezon 1990/1991: 6.
- sezon 1991/1992: 6.
- sezon 1992/1993: 2.
- sezon 1993/1994: 8.
- sezon 1994/1995: 7.
- sezon 1995/1996: 4.

#### Miejsca na podium
1. Sälen – 22 marca 1985 (Balet narciarski) – 2. miejsce
2. Whistler Blackcomb – 31 stycznia 1987 (Balet narciarski) – 3. miejsce
3. Tignes – 12 grudnia 1987 (Balet narciarski) – 1. miejsce
4. La Plagne – 18 grudnia 1987 (Balet narciarski) – 1. miejsce
5. Breckenridge – 22 stycznia 1988 (Balet narciarski) – 2. miejsce
6. Madarao – 5 lutego 1988 (Balet narciarski) – 2. miejsce
7. Hasliberg – 18 marca 1988 (Balet narciarski) – 3. miejsce
8. Tignes – 10 grudnia 1988 (Balet narciarski) – 1. miejsce
9. Mont Gabriel – 6 stycznia 1989 (Balet narciarski) – 2. miejsce
10. Lake Placid – 14 stycznia 1989 (Balet narciarski) – 2. miejsce
11. Voss – 10 marca 1989 (Balet narciarski) – 3. miejsce
12. Suomu – 22 marca 1989 (Balet narciarski) – 1. miejsce
13. Tignes – 8 grudnia 1989 (Balet narciarski) – 1. miejsce
14. Breckenridge – 19 stycznia 1990 (Balet narciarski) – 2. miejsce
15. Calgary – 26 stycznia 1990 (Balet narciarski) – 1. miejsce
16. Inawashiro – 2 lutego 1990 (Balet narciarski) – 2. miejsce
17. La Clusaz – 13 marca 1990 (Balet narciarski) – 3. miejsce
18. La Plagne – 2 grudnia 1990 (Balet narciarski) – 2. miejsce
19. Tignes – 8 grudnia 1990 (Balet narciarski) – 3. miejsce
20. Piancavallo – 20 grudnia 1990 (Balet narciarski) – 1. miejsce
21. Whistler Blackcomb – 11 stycznia 1991 (Balet narciarski) – 1. miejsce
22. Breckenridge – 17 stycznia 1991 (Balet narciarski) – 1. miejsce
23. Mont Gabriel – 1 lutego 1991 (Balet narciarski) – 1. miejsce
24. La Clusaz – 19 lutego 1991 (Balet narciarski) – 1. miejsce
25. Skole – 24 lutego 1991 (Balet narciarski) – 1. miejsce
26. Oberjoch – 2 marca 1991 (Balet narciarski) – 2. miejsce
27. Voss – 8 marca 1991 (Balet narciarski) – 3. miejsce
28. Pyhätunturi – 14 marca 1991 (Balet narciarski) – 1. miejsce
29. Hundfjället – 22 marca 1991 (Balet narciarski) – 2. miejsce
30. Tignes – 5 grudnia 1991 (Balet narciarski) – 1. miejsce
31. Zermatt – 10 grudnia 1991 (Balet narciarski) – 2. miejsce
32. Piancavallo – 16 grudnia 1991 (Balet narciarski) – 1. miejsce
33. Breckenridge – 15 stycznia 1992 (Balet narciarski) – 1. miejsce
34. Breckenridge – 17 stycznia 1992 (Balet narciarski) – 2. miejsce
35. Oberjoch – 31 stycznia 1992 (Balet narciarski) – 3. miejsce
36. Inawashiro – 28 lutego 1992 (Balet narciarski) – 2. miejsce
37. Madarao – 6 marca 1992 (Balet narciarski) – 1. miejsce
38. Tignes – 10 grudnia 1992 (Balet narciarski) – 1. miejsce
39. Tignes – 10 grudnia 1992 (Balet narciarski) – 1. miejsce
40. Piancavallo – 17 grudnia 1992 (Balet narciarski) – 1. miejsce
41. Piancavallo – 17 grudnia 1992 (Balet narciarski) – 1. miejsce
42. Whistler Blackcomb – 8 stycznia 1993 (Balet narciarski) – 2. miejsce
43. Whistler Blackcomb – 8 stycznia 1993 (Balet narciarski) – 1. miejsce
44. Breckenridge – 15 stycznia 1993 (Balet narciarski) – 1. miejsce
45. Lake Placid – 21 stycznia 1993 (Balet narciarski) – 2. miejsce
46. Le Relais – 29 stycznia 1993 (Balet narciarski) – 1. miejsce
47. La Plagne – 23 lutego 1993 (Balet narciarski) – 1. miejsce
48. La Plagne – 23 lutego 1993 (Balet narciarski) – 1. miejsce
49. La Plagne – 24 lutego 1993 (Balet narciarski) – 1. miejsce
50. La Plagne – 24 lutego 1993 (Balet narciarski) – 2. miejsce
51. Oberjoch – 19 marca 1993 (Balet narciarski) – 1. miejsce
52. Oberjoch – 19 marca 1993 (Balet narciarski) – 2. miejsce
53. Lillehammer – 26 marca 1993 (Balet narciarski) – 2. miejsce
54. Lillehammer – 26 marca 1993 (Balet narciarski) – 1. miejsce
55. Piancavallo – 14 grudnia 1993 (Balet narciarski) – 2. miejsce
56. Piancavallo – 14 grudnia 1993 (Balet narciarski) – 2. miejsce
57. Whistler Blackcomb – 7 stycznia 1994 (Balet narciarski) – 2. miejsce
58. Breckenridge – 14 stycznia 1994 (Balet narciarski) – 1. miejsce
59. Lake Placid – 20 stycznia 1994 (Balet narciarski) – 3. miejsce
60. Lake Placid – 20 stycznia 1994 (Balet narciarski) – 1. miejsce
61. Le Relais – 28 stycznia 1994 (Balet narciarski) – 2. miejsce
62. Hundfjället – 7 lutego 1994 (Balet narciarski) – 1. miejsce
63. Hundfjället – 7 lutego 1994 (Balet narciarski) – 3. miejsce
64. Altenmarkt – 3 marca 1994 (Balet narciarski) – 2. miejsce
65. Altenmarkt – 3 marca 1994 (Balet narciarski) – 2. miejsce
66. Hasliberg – 11 marca 1994 (Balet narciarski) – 1. miejsce
67. Whistler Blackcomb – 6 stycznia 1995 (Balet narciarski) – 2. miejsce
68. Breckenridge – 13 stycznia 1995 (Balet narciarski) – 1. miejsce
69. Breckenridge – 13 stycznia 1995 (Balet narciarski) – 3. miejsce
70. Le Relais – 20 stycznia 1995 (Balet narciarski) – 1. miejsce
71. Lake Placid – 26 stycznia 1995 (Balet narciarski) – 1. miejsce
72. Lake Placid – 26 stycznia 1995 (Balet narciarski) – 2. miejsce
73. Oberjoch – 2 lutego 1995 (Balet narciarski) – 1. miejsce
74. Oberjoch – 2 lutego 1995 (Balet narciarski) – 1. miejsce
75. Altenmarkt – 9 lutego 1995 (Balet narciarski) – 1. miejsce
76. Altenmarkt – 9 lutego 1995 (Balet narciarski) – 2. miejsce
77. Kirchberg in Tirol – 21 lutego 1995 (Balet narciarski) – 1. miejsce
78. Kirchberg in Tirol – 21 lutego 1995 (Balet narciarski) – 1. miejsce
79. Lillehammer – 3 marca 1995 (Balet narciarski) – 1. miejsce
80. Lillehammer – 3 marca 1995 (Balet narciarski) – 1. miejsce
81. Hundfjället – 8 marca 1995 (Balet narciarski) – 1. miejsce
82. Hundfjället – 8 marca 1995 (Balet narciarski) – 3. miejsce
83. Tignes – 6 grudnia 1995 (Balet narciarski) – 1. miejsce
84. La Plagne – 14 grudnia 1995 (Balet narciarski) – 1. miejsce
85. Whistler Blackcomb – 12 stycznia 1996 (Balet narciarski) – 3. miejsce
86. Whistler Blackcomb – 12 stycznia 1996 (Balet narciarski) – 1. miejsce
87. Breckenridge – 18 stycznia 1996 (Balet narciarski) – 1. miejsce
88. Breckenridge – 18 stycznia 1996 (Balet narciarski) – 1. miejsce
89. Mont Tremblant – 26 stycznia 1996 (Balet narciarski) – 1. miejsce
90. Kirchberg in Tirol – 1 lutego 1996 (Balet narciarski) – 1. miejsce
91. Kirchberg in Tirol – 1 lutego 1996 (Balet narciarski) – 1. miejsce
92. Oberjoch – 10 lutego 1996 (Balet narciarski) – 2. miejsce
93. Oberjoch – 10 lutego 1996 (Balet narciarski) – 1. miejsce
94. Hundfjället – 8 marca 1996 (Balet narciarski) – 2. miejsce
95. Hundfjället – 8 marca 1996 (Balet narciarski) – 2. miejsce
96. Altenmarkt – 16 marca 1996 (Balet narciarski) – 2. miejsce
97. Altenmarkt – 16 marca 1996 (Balet narciarski) – 2. miejsce
98. Hasliberg – 22 marca 1996 (Balet narciarski) – 1. miejsce

- W sumie 54 zwycięstwa, 32 drugie i 12 trzecich miejsc.